# 이시와타리 넬슨
이시와타리 넬슨(일본어: 石渡 ネルソン, 2005년 5월 10일~)는 일본의 축구 선수이다.

## 구단 경력
그는 2022년 J1리그의 세레소 오사카에 입단했다. 2024년 J2리그의 에히메 FC로 이적했다. 2025년 이와키 FC로 이적했다.